# Monochelus natalensis
Monochelus natalensis är en skalbaggsart som beskrevs av Louis Albert Péringuey 1885. Monochelus natalensis ingår i släktet Monochelus och familjen Melolonthidae. Inga underarter finns listade i Catalogue of Life.